# ロシア社会民主党
ロシア社会民主党（Социал-демократическая партия России）は、ロシアの社会民主主義政党。2001年11月26日、ミハイル・ゴルバチョフらによって創設された。

## 概要
ロシア統一社会民主党（Российской объединённой социал-демокрактической партии、ゴルバチョフ議長）とロシア社会民主党（ロシア語がРоссийской партии социальной демократииと本稿の党名とは異なる。コンスタンチン・チトフ党首）など複数の社会民主主義政党が合同して結成された。当初の党名は、「ロシア社会民主党 (統一)」（Социал-демократическая партия России (объединённая)、略称:СДПР(о)）。2002年にロシア社会民主党に党名を変更した。党員は公式発表で約1万2000人。ロシア連邦議会下院国家会議に議席は無い。
2004年5月、ゴルバチョフはチトフ党議長とプーチン政権の与党である統一ロシアとの選挙協力をめぐって対立し、党首を辞任した。一方、チトフも2004年9月4日の第3回党大会において辞任を表明した。後任の議長には、チトフに支持されロシア社会正義党に所属するウラジーミル・キシェーニンが選出された。キシェーニン議長については、1972年から国防省や治安機関で勤務し、大佐の階級を持つ人物であること、1975年KGBの高等教育機関で学んでいること、ウラジスラフ・スルコフ大統領府副長官と関係を持っていることから、プーチン政権との関わりも取りざたされた。
2007年4月13日党勢の衰退に伴って公的な政党としての資格を喪失した。党員の大多数は、同年10月20日にゴルバチョフによって創設された社会民主同盟に移籍している。

## 青年組織
2000年青年組織として、ロシア社会民主青年同盟（ロシア社会民主青年連合、Российский социал-демократический союз молодёжи）が設立された。同青年同盟は、国際社会主義青年同盟にオブザーバー加盟している。

## 参照
1. ↑  “Gorbachev sets up Russia movement”. BBC News. (2007年10月20日) 2007年10月20日閲覧。